# Euthraulus balcanicus
Euthraulus balcanicus is een haft uit de familie Leptophlebiidae. De wetenschappelijke naam van de soort is voor het eerst geldig gepubliceerd in 1961 door Ikonomov.
De soort komt voor in het Palearctisch gebied.